# Brunhilde Pomsel
Brunhilde Pomsel (Berlin, 1911. január 11. – München, 2017. január 27.) német gyors– és gépírónő, aki Joseph Goebbelsnek, a náci Németország egykori propagandaminiszterének volt titkárnője 1942–45 között. 106 éves korában hunyt el müncheni lakásában, a náci vezetés belső köreinek egyik utolsó túlélőjeként.

## Életrajza
1911. január 11-én született Berlinben. Egyidejűleg gyorsíróként dolgozott egy zsidó ügyvédnek, valamint gépírónőként egy jobboldali nacionalistának is. 1933-ban titkárnői állást szerzett a Harmadik Birodalom egyik rádiójánál, miután belépett a náci pártba. Egyik barátjának ajánlására 1942-ben áthelyezték a Harmadik Birodalom Információs- és Propagandaminisztériumához, ahol Goebbels alatt gyorsíróként dolgozott a háború végéig. Kate Connolly, a Guardian újságírója szerint Pomsel feladata volt statisztikák vezetése az elesett katonák számáról és a Vörös Hadsereg katonái által megerőszakolt német nőkről. A berlini csatát követően a szovjetek öt év börtönbüntetésre ítélték.
Szabadulása után 1971-ig, nyugdíjazásáig a német közmédiánál dolgozott titkárnőként. 2011-ben, 100. születésnapján interjút adott egy német lapnak. 2016-ban Egy német sors (angolul: A German Life) címmel került bemutatásra egy 30 óra hosszú interjú Pomsel-lel a Müncheni Nemzetközi Filmfesztiválon.
Élete utolsó szakaszában Pomsel Münchenben élt, ahol 2017. január 27-én hunyt el 106 évesen. Röviddel a halála előtt felfedte, hogy szerelmes volt a zsidó származású Gottfried Kirchbach-ba, akivel azt tervezték, hogy elszöknek Németországból. Kirchbach Amszterdamba ment, hogy előkészítse új életüket, Pomsel pedig rendszeresen látogatta mindaddig, amíg Kirchbach azt nem mondta neki, hogy ezzel veszélyezteti az életét. Egy orvos azt tanácsolta Pomsel-nek, hogy vettesse el gyermekét, mert súlyos tüdőproblémái miatt belehalhatott volna a szülésbe.

## Magyarul
- Brunhilde Pomsel–Thore D. Hansen: Goebbels titkárnője voltam; ford. Győri László; Európa, Bp., 2018 [12]

## Fordítás
- Ez a szócikk részben vagy egészben  a   Brunhilde Pomsel című angol Wikipédia-szócikk ezen változatának fordításán alapul.  Az eredeti cikk szerkesztőit annak laptörténete sorolja fel. Ez a jelzés csupán a megfogalmazás eredetét és a szerzői jogokat jelzi, nem szolgál a cikkben szereplő információk forrásmegjelöléseként.